# Josiah Harmar
Josiah Harmar (10 novembre 1753 – 20 août 1813) était un officier de l'armée américaine lors de la guerre d'indépendance des États-Unis d'Amérique. Il fut senior officer de l'armée américaine pendant sept ans.

## Guerre dans le Territoire du Nord-Ouest
En tant que commandant du premier régiment américain, Harmar était officier supérieur dans les forces armées des États-Unis de 1784 à 1791. Il a signé le traité de Fort McIntosh en 1785, la même année qu'il a commandé la construction de Fort Harmar près de Marietta. Il a également supervisé la construction du Fort Steuben près de l'actuelle ville de Steubenville. Harmar est devenu brigadier-général en juillet 1787. Il dirigea la construction en 1789 de Fort Washington sur la rivière Ohio, qui a été construit pour protéger les colonies de peuplement du sud dans le Territoire du Nord-Ouest. Le fort a été nommé en l'honneur du président Washington.
En 1790, Harmar a été envoyé sur des expéditions contre les Amérindiens et la Grande-Bretagne dans le Territoire du Nord-Ouest. Après quelques succès militaires initiaux, ses troupes fédérales ont été défaites par une coalition amérindienne dirigée par Michikinikwa, dans un engagement connu sous le nom de la Défaite de Harmar, la bataille de la rivière Maumee, la bataille de Kekionga, et la bataille des Miamis.